# Natko Nodilo
Natko Nodilo (Split, 31. kolovoza 1834. – Zagreb, 21. svibnja 1912.), hrvatski političar, povjesničar i publicist.

## Obitelj i obrazovanje
Podrijetlom je iz stare ribarske obitelji s otoka Mljeta, koja se u prvoj polovini 19. stoljeća doselila u Split.
Završio je sjemenišnu gimnaziju, a potom je studirao teologiju u Zadru. Godine 1856. prekinuo je školovanje da bi već iduće godine u Beču studirao povijest i zemljopis.
Godine 1862. vratio se u Split i postao profesor na splitskoj gimnaziji.

## Političko djelovanje

### Početci
Natko Nodilo se zainteresirao za buđenje nacionalne svijesti u Dalmaciji još 1848. godine u dijacezanskom sjemeništu u Splitu kada je osnovao tajnu đačku regimentu "Ne boj se" zajedno s grupom mladih domoljuba među kojima su se, uz njega, isticali Mihovil Pavlinović, Luka Botić i Antun Bakotić. Oni su se povezali s ostalim splitskim intelektualcima narodnjačkih uvjerenja, osobito s Kostom Vojnovićem, Gajom Bulatom i Vidom Morpurgom. Zajedno su tvorili jezgru budućeg narodnog pokreta u Splitu koji se proširio na čitavu Dalmaciju, a sam Nodilo je postao jedan je od vođa Narodne stranke u Dalmaciji.

### Il Nazionale
Među splitskim narodnjacima rodila se misao o pokretanju vlastitih novina, isprva na talijanskom jeziku, kojima bi privukli dio talijanizirane dalmatinske inteligencije i priveli ih na narodni duh. List Il Nazionale počeo je izlaziti 1. ožujka 1862. godine u Zadru, a na prijedlog Klaića i Pavlinovića, list je počeo uređivati Natko Nodilo zbog čega je morao odstupiti s položaja profesora u gimnaziji i preseliti se u Zadar, gdje se list počeo tiskati.
Temeljne odrednice lista pod Nodilovom uređivačkom politikom bile su potpuna sloboda za sve, rad na ujedinjenju Dalmacije s Hrvatskom, poštovanje prava talijanske manjine, ravnopravnost obaju jezika, obrana slavenske narodnosti i slavenska uzajamnost.
Najznačajniji događaj koji je rasplamsao sukob između autonomaša i narodnjaka u Dalmaciji, bila je polemika između Nodila i Tommasea u 22. broju Narodnog lista iz 1862. godine. U toj prepirci Nodilo je osudio autonomaštvo, tvrdeći da se iza njega krije talijanski nacionalizam, opravdavao nužnost sjedinjenja Dalmacije s Hrvatskom i molio Tommasea neka ne dijeli Dalmatince više nego ih je Bog podijelio. Nodilo je iz čitave polemike izašao kao moralni pobjednik primajući čestitke oduševljenih narodnjaka iz cijele Dalmacije. Nodilo je cijelo vrijeme dok je bio urednik njegovao liberalnu i projugoslavensku orijentaciju lista. Kada je u Narodnoj stranci osnažila hrvatska nacionalna ideja, koja je zahvatila i "Il Nazionale", Nodilo je 1867. godine napustio uredništvo i zaposlio se u zadarskoj gimnaziji.
Dužnost zastupnika u Dalmatinskom saboru obnašao je u razdoblju od 1867. do 1870. godine.

## Znanstveni rad
Nakon raskola s nacionalnom strujom u Narodnoj stranci koju je predvodio Mihovil Pavlinović, Nodilo se preselio u Zagreb kada su ga 1874. godine pozvali Rački i Strossmayer na zagrebačko sveučilište. Bio je prvi profesor opće povijesti na Filozofskom fakultetu u Zagrebu. Kao povjesničar proučavao je ranu srednjovjekovnu povijest Hrvata, Srba i jugoistočne Europe.

## Zloraba u suvremenim srpskim nacionalnim presizanjima
Natko je Nodilo bio učenikom starije slavističke škole i njezinih prevladanih postavki o nacionalnim atribucijama južnoslavenskih narječja. Naime, najutjecajniji je slavist sredine 19. st., Slovenac Franc Miklošič, unatoč brojnim suprotnim dokazima, pokušao, slijedeći Šafarika i Kopitara, pripisati cijelo štokavsko narječje srpskomu narodu. Iako je taj ideologem vremenom propao i pojavljuje se još jedino u velikosrpskim publikacijama, Nodilo kao povjesničar, a ne filolog ni povjesničar jezika, a kamoli kulture, nije ulazio u jezično-nacionalnu problematiku, čemu je vjerojatno pridonosilo i njegovo "slovinstvo", t.j. ideologija nerazlikovanja Hrvata i Srba, koja je često bila zlorabljena u protuhrvatske svrhe. Stoga je sljedeći citat:  
pokazatelj Nodilove uronjenosti u zablude svoga vremena, prevladavajuće u slavističkim krugovima, a koje je počeo razbijati tek Vatroslav Jagić, a ne pravorijek povjesnika i poznavatelja, jer glede citirane teme Nodilo nije bio znalac. Vrijedno je spomena da se taj minorni citat spominje jedino kao jedan od manjeg broja iskaza kojima pansrpska ideologija još pokušava prisvojiti hrvatsku kulturnu, napose književnojezičnu baštinu.

## Zanimljivosti
Pašanac je talijanaškog političara Luigija Vjekoslava Ziliotta (čelnika Talijanske stranke u Dalmaciji i zadarskog gradonačelnika) i hrvatskog preporodnog prvaka Dušana Manđera. Nodilova supruga Julija de Paitoni, sestra je Marije, supruge Luigija Vjekoslava Ziliotta, a druga Julijina sestra Luiga supruga je Dušana Manđera.

## Djela
- Postanje svjetovne papinske vlasti ili pedeset godina talijanske historije (724-774) (1878.) (elektronička inačica)
- Religija Srba i Hrvata na glavnoj osnovi pjesama, priča i govora narodnog (1885. – 1890.) (elektronička inačica)
- Historija srednjeg vijeka za narod hrvatski i srpski I-III (1899. – 1905.; nedovršeno)

- Prvi svezak: Rimski svijet na domaku propasti i Varvari (1989.) (elektronička inačica)
- Drugi svezak: Bizantija i germanski zapad do smrti cara Justinijana I. : (476-565) (1900.)
- Treći svezak: Varvarstvo otima mah nad Bizantijom, do smrti cara Heraklija : (566-641) (1905.) (elektronička inačica)

## Spomen
- Kulturno-umjetničko društvo Natko Nodilo, Mljet [10]